# Zablon Simintov
Zvulun Simantov o también en español como Zabulón Simantov (en pastún: زابلون سیمینتوف‎; hebreo: זבולון סימנטוב), nacido en 1959, es un comerciante y restaurador de alfombras, aparentemente el último judío afgano desde el 2005 hasta su evacuación a Israel en el 2021, tras la caída de Kabul. Residió en la Sinagoga de Kabul, la única en la ciudad, siendo también su cuidador.
La comunidad judía afgana tiene unos 800 años de tradición, y hacia 1948 estaba compuesta de unas 5.000 personas, pero después de años de persecución por parte de los soviéticos y luego por el régimen de los talibanes su número disminuyó considerablemente. Quienes lograron sobrevivir emigraron hacia Israel y a otros países. Simantov vivía en la sinagoga de Kabul junto a otro judío, Yitzhak Levi (Ishaq Levin), que murió el 26 de enero de 2005. A Simantov y Levi se les conoció por su mala relación, llegándose a rumorear que ambos fueron liberados de prisión por los Talibanes, que no podían aguantar más sus discusiones constantes.